# Bodø
Bodø – gmina i miasto portowe w północnej Norwegii (za kołem podbiegunowym), w regionie Nord-Norge i okręgu Nordland. Zlokalizowane nad Morzem Norweskim (zatoka Saltfjorden). Ośrodek administracyjny okręgu i jeden z głównych ośrodków całego regionu. Miasto Bodø jest siedzibą władz gminy Bodø.
Gmina Bodø zajmuje obszar 1395,27 km², co daje jej 119. miejsce pod względem powierzchni w kraju.

## Historia

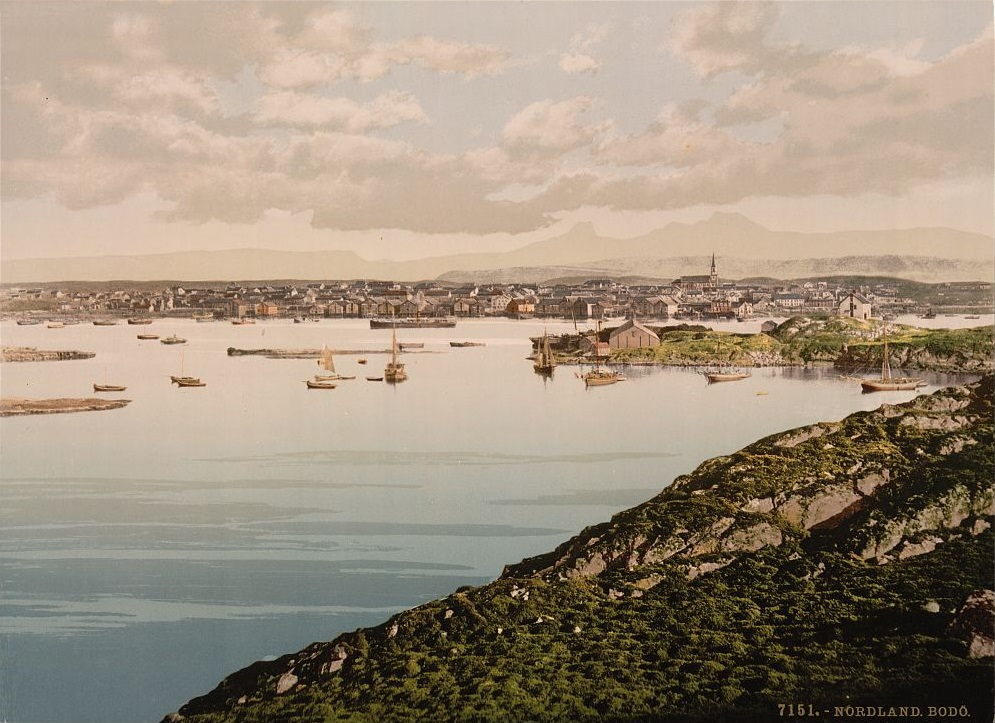
Bodø u schyłku XIX wieku

Osadnictwo nad cieśniną Saltstraumen sięga 10 tys. lat dzięki dobrym warunkom połowowym. Na terenie gminy znajdują się jedne z najstarszych zachowanych rzeźb naskalnych w Norwegii.
W 1816 r. Bodø uzyskało status miasta targowego ("kjøpstad"). Według założeń miało obsługiwać eksport ryb z północnej Norwegii i stanowić alternatywę dla portu w Bergen, jednakże rozwijało się słabo i w latach 50. XIX wieku rozważano pozbawienie go praw miejskich. Szybszy rozwój Bodø rozpoczął się ok. 1870 r. w związku ze zwiększonym połowem śledzi. Od 1865 r. do 1890 r. populacja wzrosła z 519 do 3656 osób.
Podczas niemieckiej inwazji na Norwegię w czasie II wojny światowej, Niemcy zbombardowali Bodø 27 maja 1940. Naloty zniszczyły m.in. lotnisko, 420 domów, fabryki, banki, sklepy, magazyny, szkoły, urzędy i szereg zabytków. Zginęło 15 osób (13 Norwegów i 2 żołnierzy brytyjskich), a 3700 osób straciło dach nad głową. 1 czerwca 1940 Niemcy wkroczyli do miasta i rozpoczął się okres okupacji. Bodø stanowiło jedno z najbardziej zniszczonych miast norweskich w II wojnie światowej.
W 1968 r. do gminy Bodø włączono gminę Bodin, do której w 1964 r. włączono Kjerringøy. W 2005 r. do gminy Bodø włączono Skjerstad.

## Demografia
Według danych z 2022 r. gminę zamieszkiwało 52 803 osób, a gęstość zaludnienia wynosiła 40 osób/km². Pod względem zaludnienia Bodø zajmuje 14. miejsce wśród norweskich gmin.
| Ludność stan na 1 stycznia 2005 |         |           |        |
|                                 | kobiety | mężczyźni | razem  |
| osób                            | 22 206  | 22 208    | 44 414 |
| %                               | 50%     | 50%       | 100%   |

| Wykształcenie stan na 1 października 2004 |        |         |        |        |
|                                           | podst. | średnie | wyższe | niezn. |
| osób                                      | 5369   | 18 374  | 9174   | 744    |
| %                                         | 15,95% | 54,59%  | 27,25% | 2,21%  |

Wykres zmian populacji gminy od 1825 r.:

## Edukacja

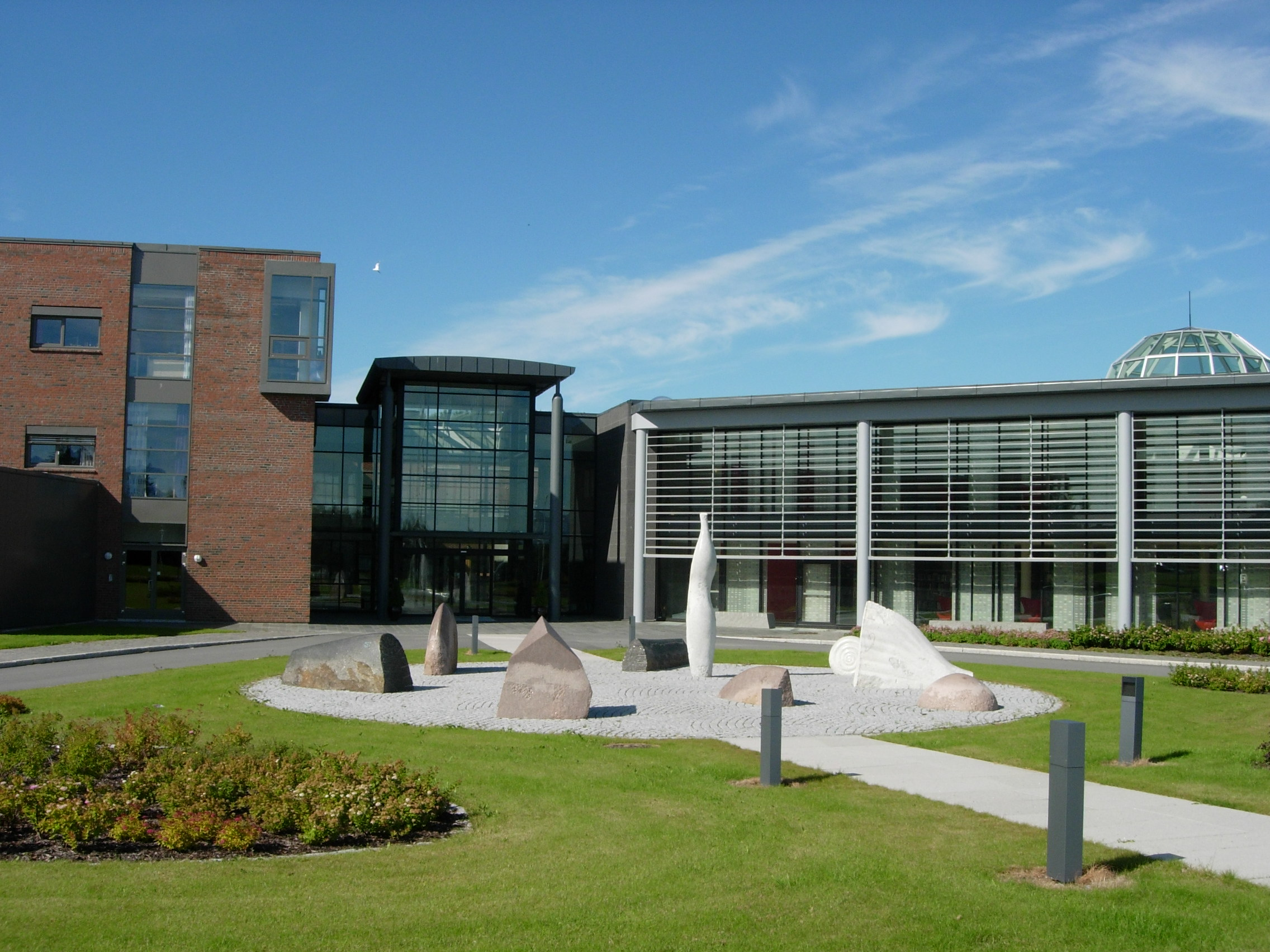
Uniwersytet Nord, kampus w Bodø.

Według danych z 1 października 2004:
- Liczba szkół podstawowych (norw. grunnskoler): 23
- Liczba uczniów szkół podstawowych: 6256

W Bodø zlokalizowany jest jeden z dwóch głównych kampusów Uniwersytetu Nord.

## Sport
- FK Bodø/Glimt – klub piłkarski z siedzibą w Bodø
- Aspmyra Stadion – stadion w Bodø

## Władze gminy

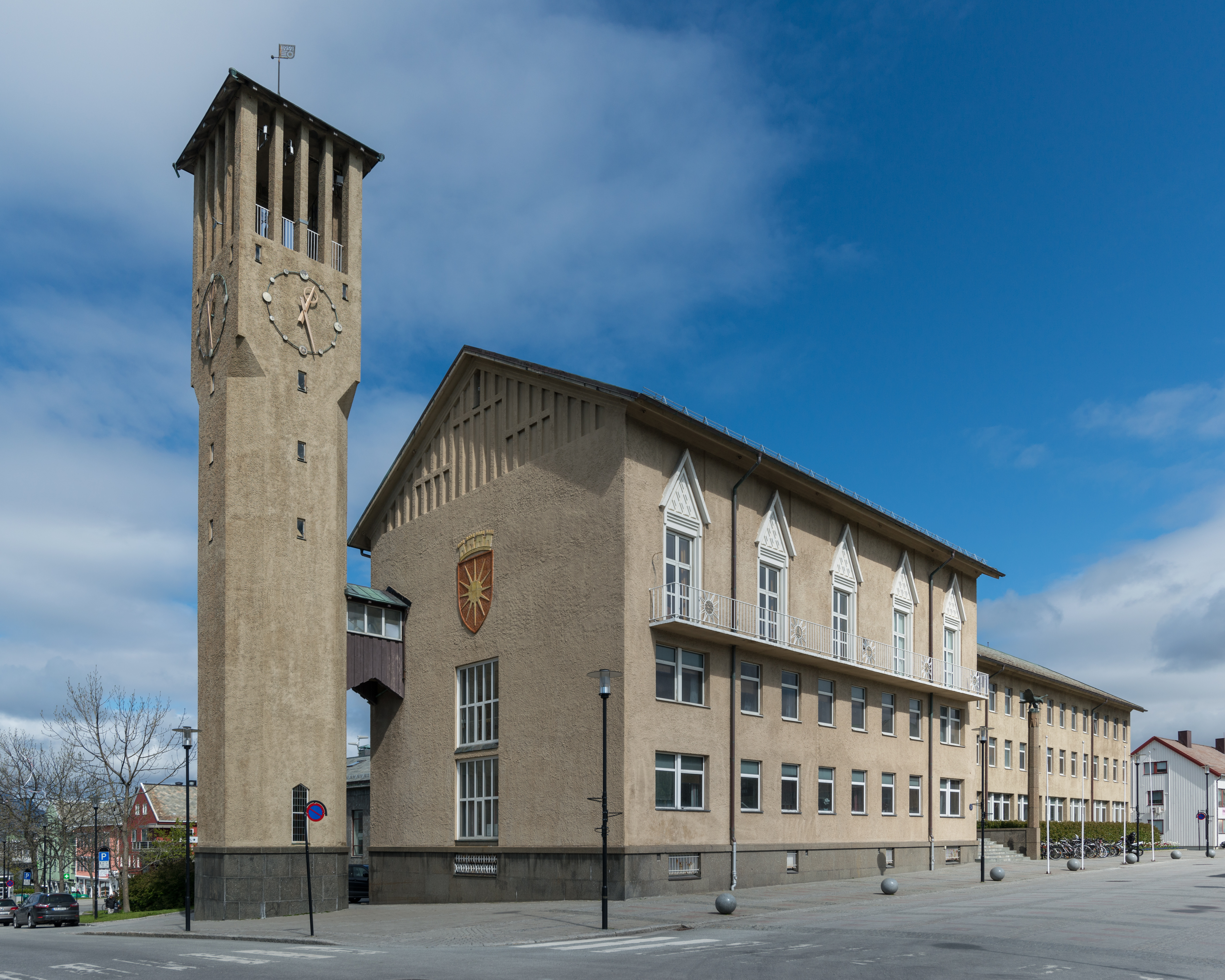
Ratusz

Według danych na 2022 r. dyrektorem gminy (norw. kommunedirektør) jest Kjell Hugvik, natomiast funkcję burmistrza pełni (norw. ordfører, d. borgermester) Ida Maria Pinnerød, należąca do Partii Pracy (j.no. norw. Arbeiderpartiet).

## Transport
W mieście funkcjonuje stacja kolejowa Bodø, będąca punktem końcowym linii Nordlandsbanen. W pobliżu miasta znajduje się port lotniczy Bodø, w którym siedzibę mają regionalne linie lotnicze Widerøe. Od 1893 r. port morski w Bodø znajduje się na historycznej trasie łączącej Bergen oraz Kirkenes. Codzienne połączenia promowe są obsługiwane przez norweskie linie Hurtigruten.

## Kultura
W 2024 Bodø, równocześnie z Tartu w Estonii i Bad Ischl w Austrii będzie cieszyło się statusem Europejskiej Stolicy Kultury. Organizatorzy przewidują realizację 1000 wydarzeń kulturalnych.  